# Hütteldorfer Straße (metropolitana di Vienna)
Hütteldorfer Straße è una stazione della linea U3 della metropolitana di Vienna situata nel 14º distretto (Penzing).

## Descrizione
La stazione è entrata in servizio il 5 dicembre 1998 nel contesto della quarta espansione della linea U3 fino a Ottakring. Si trova sotto Breitenseer Straße tra Feilplatz e Reinlgasse. Ai treni si accede da una piattaforma centrale, accessibile mediante scale mobili e ascensori.
All'interno della stazione, in un corridoio lungo 40 m, si trova l'installazione artistica U-BauAlphabet del grafico Georg Salner. L'opera consiste in 39 pannelli smaltati colorati verticali larghi 15 cm e leggermente inclinati, su cui sono stampate in ordine alfabetico 70 parole collegate alla realizzazione della metropolitana. Le parole sono visibili solo a chi entra per recarsi ai treni e non sono visibili a chi percorre il corridoio in direzione dell'uscita.
Nei pressi della stazione si trova il Breitenseer Lichtspiele, uno dei più antichi cinematografi di Vienna, inaugurato nel 1905 e tuttora in attività.

## Ingressi
- Hütteldorfer Straße
- Breitenseer Straße
- Feilplatz